# Lijst van Surinaamse marrongroepen
Dit is de lijst van Surinaamse marrongroepen. 
Marrons zijn uit West-Afrika geïmporteerde mensen die, eenmaal als slaaf tewerkgesteld in diverse gekoloniseerde gebieden in Zuid-Amerika, gevlucht zijn van de plantages naar het oerwoud. In Suriname kwamen hieruit geleidelijk verschillende groepen voort. Er zijn zes verschillende stammen van Surinaamse marrons. Ieder met hun eigen cultuur, hoewel toch ook zeer verwant. Het is de gewoonte om de eigennaam te gebruiken.

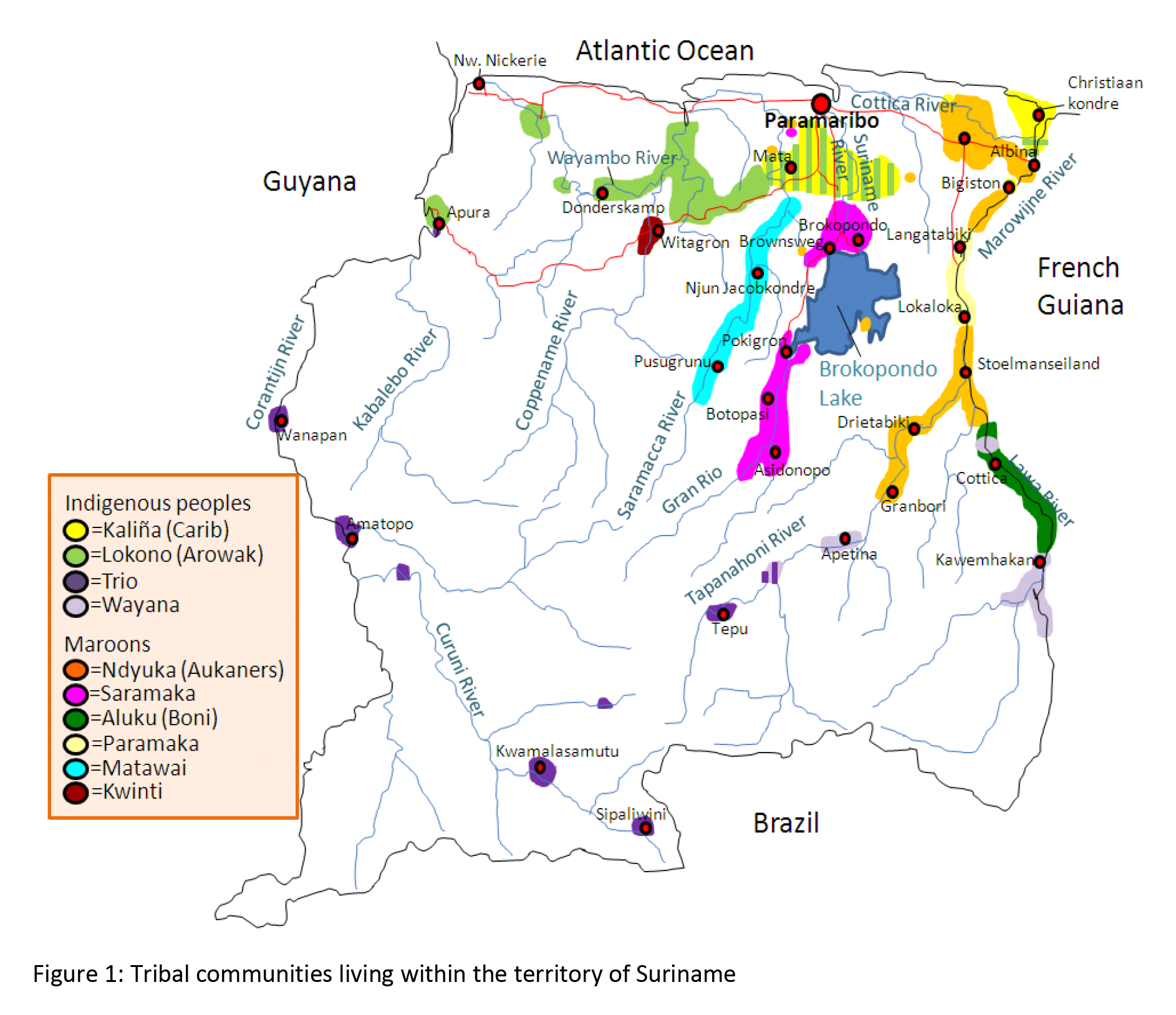
Spreiding van de inheemsen en marrons in Suriname

| Marrongroepen in Suriname | Marrongroepen in Suriname | Marrongroepen in Suriname | Marrongroepen in Suriname                                  | Marrongroepen in Suriname            |
| Eigennaam                 | Nederlandstalige naam     | Taal                      | Stroomgebied (zijrivier) van vestiging                     | Vredesverdrag met koloniale overheid |
| ------------------------- | ------------------------- | ------------------------- | ---------------------------------------------------------- | ------------------------------------ |
| Aluku                     | Aluku (Boni's)            | Aluku                     | Commewijne (Cottica), later Marowijne (Lawa)               | geen                                 |
| Kwiinti                   | Kwinti                    | Kwinti                    | Coppename (Coesewijne)                                     | 1887                                 |
| Matawai                   | Matawai                   | Matawai                   | Saramacca                                                  | 1769                                 |
| Ndyuka / Okanisi          | Aukaners                  | Ndyuká / Okanisi Tongo    | Marowijne (Djoeka, Tapanahony, Lawa), Commewijne (Cottica) | 1760                                 |
| Paamaka                   | Paramaccaners             | Paamaka                   | Marowijne                                                  | 1872                                 |
| Saamaka                   | Saramaccaners             | Saamaka                   | Suriname (vertrokken uit Saramacca)                        | 1762                                 |